# Clifford Celaire
Clifford 'Bala' Celaire – dominicki piłkarz, grający na pozycji pomocnika, trener piłkarski.

## Kariera trenerska
W 1996 oraz od 2005 do 2006 prowadził narodową reprezentację Dominiki.
Do lipca 2012 roku pracował jako sekretarz generalny Związku Piłki Nożnej Dominiki.